# Der Kommissar und der See – In besseren Kreisen
In besseren Kreisen ist ein deutscher Fernsehfilm von Sven Nagel aus dem Jahr 2024. Es handelt sich um die dritte Folge der Kriminalfilmreihe Der Kommissar und der See, einem Spin-Off der Reihe Der Kommissar und das Meer, mit Walter Sittler, Nurit Hirschfeld und Dominik Maringer.

## Handlung
Am Ufer des Bodensees wird die Leiche von Lena Nowak gefunden, die seit fünf Jahren bei dem Lindauer Biotechnologieunternehmen Eschenbach Pharmaceutics des Nobelpreisträgers Bernd Eschenbach tätig war. Polizeiobermeisterin Annika Wagner und ihr Kollege Martin Keller nehmen die Ermittlungen auf. Zunächst wird Tod durch Ertrinken vermutet. Laut Julian Leitner, ihrem Lebensgefährten, war sie aber eine gute Schwimmerin. Die Obduktion ergibt einen Blutalkoholspiegel von 1,2 Promille sowie das Beruhigungsmittel Lorazepam im Körper, es gibt keine Anzeichen von äußerer Gewalt.
Möglicherweise hatte ihr jemand Lorazepam in ein Getränk gemischt und sie anschließend in den See geworfen. Ermittler Martin Keller verdächtigt Julian Leitner, auch weil die Nachbarn vor drei Wochen einen Streit zwischen Julian und Lena der Polizei gemeldet hatten und das Medikament in Leitners Wohnung gefunden wird. Annika Wagner und deren Vorgesetzte Regine Salzmann sehen aber kein ausreichendes Motiv. Außerdem hatte Nowak kurz vor ihrem Tod Leitner eine Sprachnachricht mit einer Abschiedsbotschaft gesendet. Auf der Packung Lorazepam werden nur die Fingerabdrücke von Nowak gefunden. Leitner dachte, dass sich seine Freundin von ihm trennen wollte. Die Ermittler gehen daher von einem Suizid aus.
Bernd Eschenbach ist ein Schulfreund des pensionierten Kommissars Robert Anders, die beiden hatten zusammen mit der nunmehrigen Ärztin Dr. Maria Haug die Elite-Schule Rosenau besucht. Nowak arbeitete an einem Krebsmedikament, laut Eschenbach hatte sie aber ihre eigenen Forschungsergebnisse verfälscht und er hatte sie daraufhin am Vortag entlassen. Er verdächtigte sie der Wirtschaftsspionage für andere Pharmaunternehmen. Weil er einen anderen Termin hat, bittet Eschenbach Anders, an seiner Stelle einen Vortrag an deren alten Schule zu halten.
Bald darauf wird auch Lenas Vorgesetzter Bernd Eschenbach tot im See aufgefunden, er wurde an Händen und Füßen mit Seglerknoten gefesselt, wodurch Segler Julian Leitner erneut unter Verdacht gerät. Die Ermittler vermuten die Galgeninsel als Tatort, wo der Sage nach Delinquenten auf diese Weise gefesselt und in den See geworfen wurden und so einer Wasserprobe unterzogen wurden. Erreichten sie das Ufer, galten sie als unschuldig und frei. Auf der Galgeninsel findet die Spurensicherung die Tatwaffe, ein Stein, auf dem sich das Blut von Eschenbach befindet. Die Beschaffenheit des Steins passt zur Fraktur im Schädel.
Leitner ist überzeugt davon, dass seine Freundin ihre Arbeit niemals manipuliert hätte. Möglicherweise war Nowak mit ihrer Forschung erfolgreich und Eschenbach wollte den Ruhm für sich alleine haben. Die weiteren Ermittlungen bestätigen dies. Anders stellt eigene Nachforschungen an und trifft auf Bernds Sohn Moritz sowie dessen Freundin Kim. Auf dem Dachboden von Rosenau findet Anders den Manschettenknopf von Bernd, auf dem sich fremde Fingerabdrücke finden. Robert findet heraus, dass Bernd ein Verhältnis mit Kim hatte. Laut Moritz wollte Bernd mit Kim Schluss machen, Kim bestätigt dies der Polizei. Allerdings haben Moritz und Kim ein Alibi. Auf Überwachungsvideos sieht man, wie Bernd Lena sexuell belästigt hat.
Annika Wagner findet heraus, dass Anders, Eschenbach und Haug zusammen in der Schülervertretung waren und Haug mitten im Schuljahr auf eine öffentliche Schule wechselte. Haug ist ebenfalls Seglerin. Bernd hatte Maria damals auf der Galgeninsel vergewaltigt, allerdings hatte ihr niemand geglaubt. Nachdem sie ihn nach all den Jahren wiedergetroffen hatte und sie gesehen hatte, wie er Schülerinnen angegrabscht hatte und sich Lena Nowak seinetwegen umgebracht hatte, musste sie ihn aufhalten. Haug wird schließlich von der Polizei wegen Mordes an Bernd Eschenbach festgenommen.

## Produktion
Die Dreharbeiten fanden vom 17. Oktober bis zum 16. November 2023 in Lindau und Umgebung sowie in Hamburg statt. Produziert wurde der Film von der Network Movie (Produzenten Jutta Lieck-Klenke und Dietrich Kluge) im Auftrag des ZDF in Zusammenarbeit mit dem ORF.
Das Drehbuch schrieben Myriam Utz und Andreas Karlström, die Kamera führte Marco Uggiano, die Musik schrieb Mario Grigorov, die Montage verantwortete Johannes Schäfer und das Casting Rebecca Gerling. Das Kostümbild gestaltete Katrin Ostermann, das Szenenbild Benjamin Speiswinkel, den Ton Christoph Köpf und Patrick Dadaczynski und das Maskenbild Meike Pitke und Marika Knappe. Als Green Consultant fungierte Thomas Matysiak.
Dreharbeiten zum vierten Fall Das fremde Kind fanden im Oktober 2024 statt.

## Veröffentlichung
In der ZDF Mediathek wurde der Film am 30. November 2024 veröffentlicht, auf ORF 2 wurde der Film am 6. Dezember 2024 erstmals ausgestrahlt. Im ZDF wurde der Film am 9. Dezember 2024 erstmals gezeigt.

## Rezeption

### Kritiken
Tilmann P. Gangloff vergab auf tittelbach.tv 3,5 von 6 Sternen. Die Handlung sei interessant, aber die Umsetzung des guten Drehbuchs entspreche dem üblichen TV-Krimi-Niveau. Sehenswert sei der Film daher wie stets vor allem wegen Walter Sittler.
Maximilian Haase schrieb auf prisma.de, dass die Folge auch diesmal halte, was die Reihe verspreche: solide Krimiunterhaltung vor melancholischer Seekulisse, nordische Thrillerelemente mit obligatorischen Ausflügen in die düstere Vergangenheit und einen junggebliebenen, charmanten Pensionär. Ein Rezept, das weiterhin funktioniere.
Oliver Armknecht bewertete den Film auf film-rezensionen.de mit fünf von zehn Punkten. Der Krimi sei ganz ordentlich, gefalle durch das Setting und das emotionale Ende, auch wenn nicht alles glaubwürdig und manches ein bisschen nah an der Seifenoper sei.

### Quote
Die deutsche Erstausstrahlung am 9. Dezember 2024 im Programm des ZDF wurde von 5,91 Millionen Zuschauern gesehen, der Marktanteil betrug 22,2 Prozent.